# Mercin-et-Vaux
Mercin-et-Vaux es una comuna francesa situada en el departamento de Aisne, de la región de Alta Francia.

## Geografía
Está ubicada al oeste de Soissons.

## Demografía
| 625 | 827 | 880 | 919 | 876 | 919 | 932 | 968 |
| Para los censos de 1962 a 1999 la población legal corresponde a la población sin duplicidades (Fuente: INSEE [Consultar]) |     |     |     |     |     |     |     |